# Landkreis Zichenau

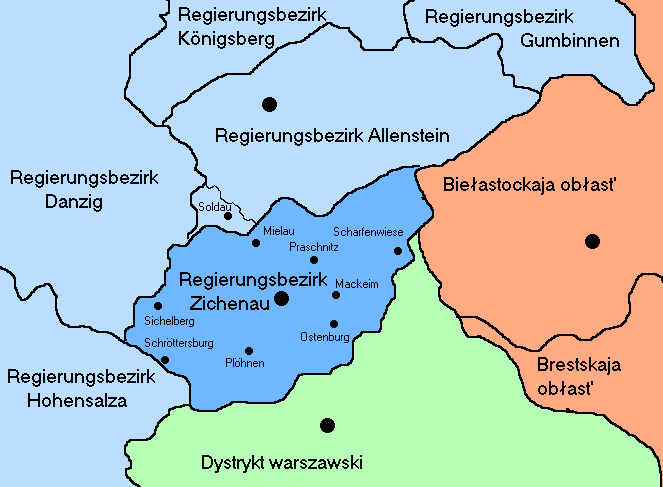
Regierungsbezirk Zichenau

Der Landkreis Zichenau (polnisch: Ciechanów) bestand zwischen 1939 und 1945 im besetzten Polen. Er umfasste am 1. Januar 1945 neun Amtsbezirke mit der entsprechenden Anzahl von Städten und Gemeinden.

## Verwaltungsgeschichte

### Polen
Der polnische Landkreis Ciechanów gehörte bei Beginn des Zweiten Weltkrieges zur Woiwodschaft Warschau.

### Deutsches Reich
Nach dem Überfall auf Polen wurde zum 26. Oktober 1939 der Landkreis Ciechanów – in Zichenau umbenannt – als Teil des neuen gleichnamigen Regierungsbezirks der Provinz Ostpreußen und damit völkerrechtswidrig vom Deutschen Reich annektiert.
Das Landratsamt und die Behörde des Regierungspräsidenten waren in Zichenau.
Zum 1. Juli 1943 wurden Teile des Heeresgutsbezirks Mielau aus dem Landkreis Zichenau in den Landkreis Mielau umgegliedert.
Im Januar 1945 wurde das Kreisgebiet durch die Rote Armee besetzt und wurde danach wieder ein Teil Polens.

## Landräte

### Landkommissar in Ciechanów
1939–9999: Theodor Parisius (1896–1985)
1939–9999: Horst-Hildebrandt von Einsiedel (1904–1945)

### Landräte von 1939 bis 1945
1939–1940: Horst-Hildebrandt von Einsiedel (vertretungsweise)
1940–1943: Erich Matthes
1943–1945: Paul Funk (vertretungsweise)

## Kommunalverfassung
Nach der Eingliederung in das Deutsche Reich wurden alle Städte und Gemeinden in Amtsbezirken zusammengefasst und wurden durch Amtskommissare verwaltet.
Alle Amtsbezirke und Teile von Amtsbezirken, die zum Truppenübungsplatz „Nord“ gehörten, wurden am 1. Juli 1943 aufgelöst und zum neuen Heeresgutsbezirk Mielau zusammengefasst. Dieser erstreckte sich über die Landkreise Mielau, Praschnitz und Zichenau. Er wurde am gleichen Tage vollständig dem Landkreis Mielau zugeteilt.

## Ortsnamen
Durch unveröffentlichten Erlass vom 29. Dezember 1939 galten vorläufig die bisher polnischen Ortsnamen weiter. Dabei hatte es bis Kriegsende sein Bewenden, mit Ausnahme der offiziellen Umbenennung von Ciechanów in „Zichenau“. Die Umbenennung aller Ortschaften war bereits vorbereitet, ist aber nicht mehr durchgeführt worden.